# Marin Gundulić
Marin Gundulić (Ancona, 17. lipnja 1596. – Dubrovnik, 30. studenoga 1647.), hrvatski katolički svećenik, isusovac.
Stupio je u Družbu Isusovu 1612. u Rimu. Povezuje se s dolaskom isusovaca u Dubrovnik, gdje je predavao filozofiju od 1624. do 1627. godine. Obnašao je visoke službe u Družbi: rektor Hrvatskoga zavoda u Loretu 1630., poglavar rezidencije u Dubrovniku od 1631. do 1634. te rektor u više talijanskih kolegija. Namijenio je 18.000 dukata za uzdržavanje dubrovačkoga kolegija.
Znamo kako je izgledao jer je Domenico Peruzzini iz Pesara naslikao njegov portret.